# آلن بزانسون
آلن بزانسون (به انگلیسی: Alain Besançon) (تلفظ در فرانسوی: [alɛ̃ bəzɑ̃sɔ̃]؛ ۲۵ آوریل ۱۹۳۲ – ۹ ژوئیه ۲۰۲۳) یک تاریخ‌دان فرانسوی بود. او در تاریخ روشنفکری و سیاست روسیه تخصص داشت. از سال ۱۹۶۵ تا ۱۹۹۲ او مدیر مطالعات مدرسه عالی مطالعات علوم اجتماعی در پاریس بود.  او در سال ۱۹۹۶ به عضویت آکادمی علوم اخلاقی و سیاسی انستیتو فرانسه در آمد.
بزانسون در ۹ ژوئیه ۲۰۲۳ در سن ۹۱ سالگی درگذشت.